# Rhododendron dilatatum
Rhododendron dilatatum är en ljungväxtart som beskrevs av Friedrich Anton Wilhelm Miquel. Rhododendron dilatatum ingår i släktet rododendron, och familjen ljungväxter.

## Underarter
Arten delas in i följande underarter:
- R. d. hypopilosum
- R. d. boreale
- R. d. decandrum
- R. d. lasiocarpum
- R. d. satsumense

## Bildgalleri

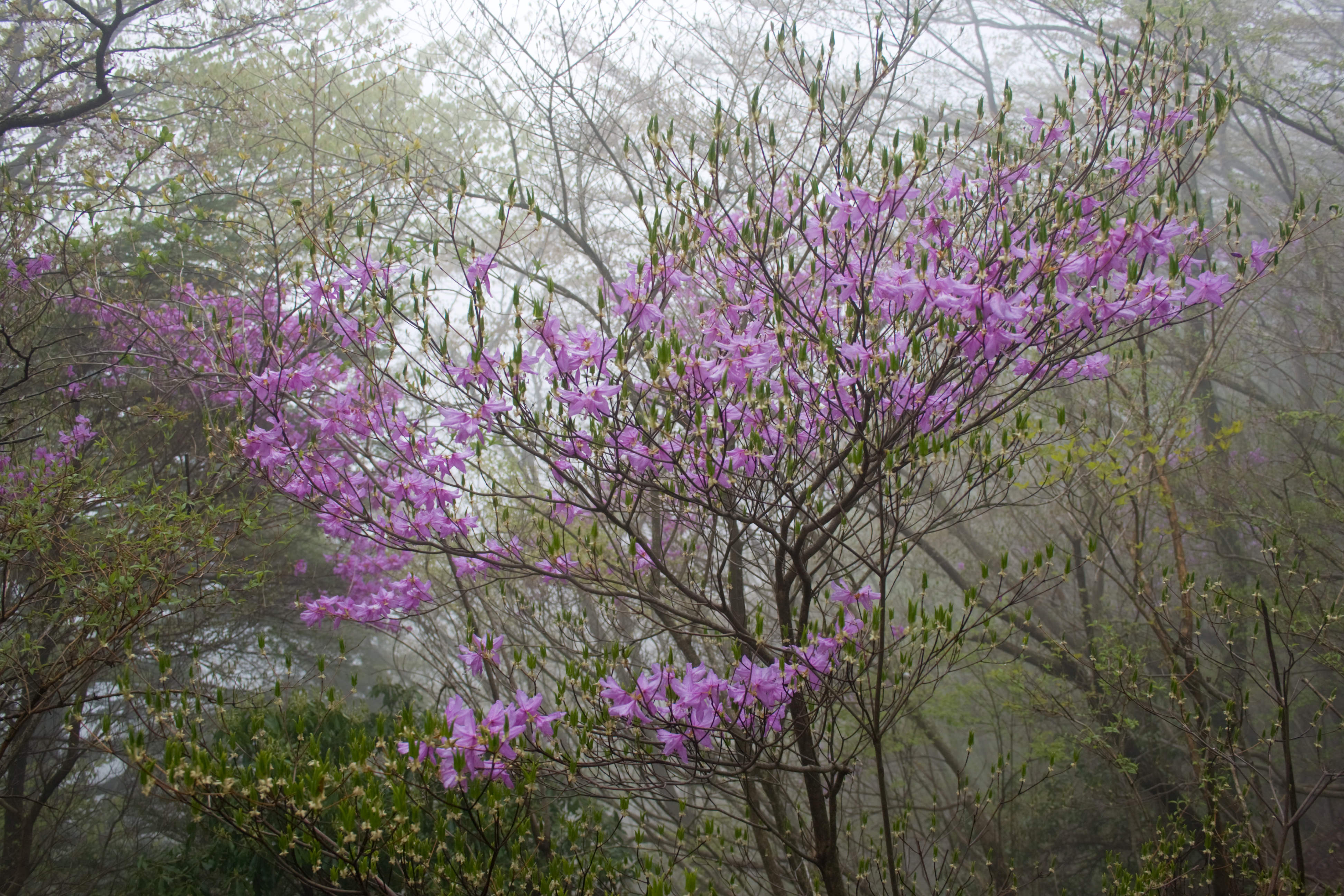
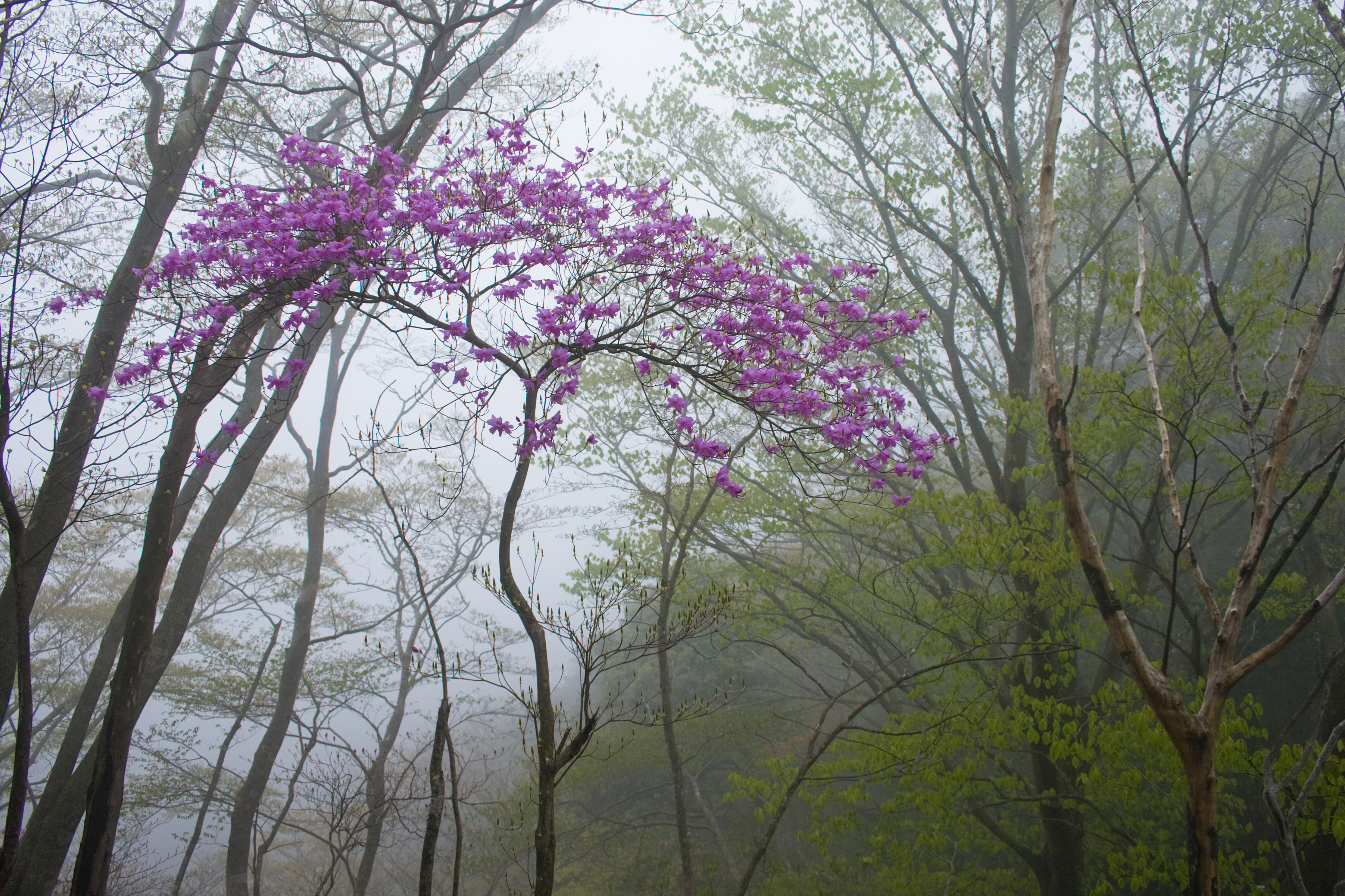
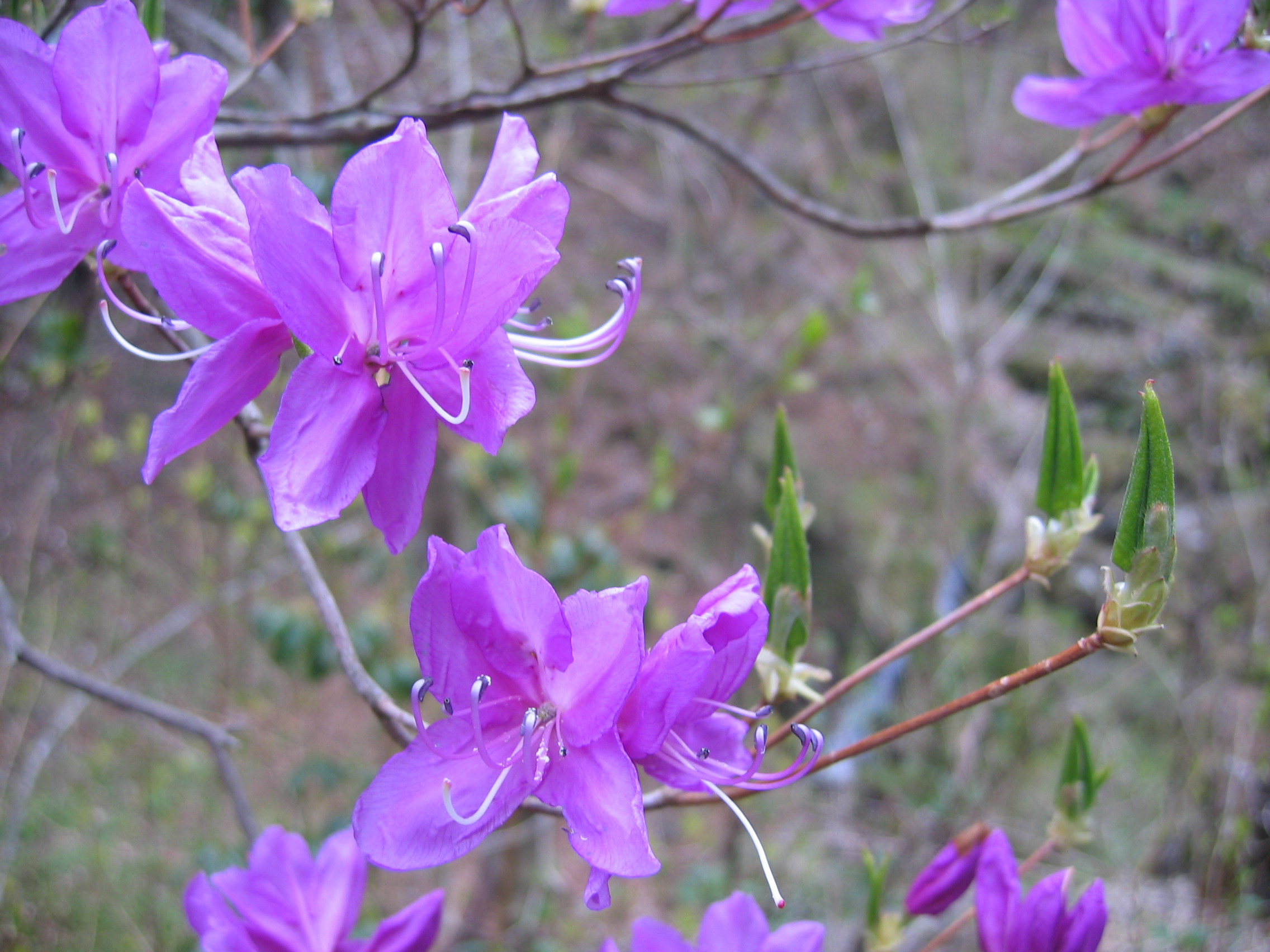
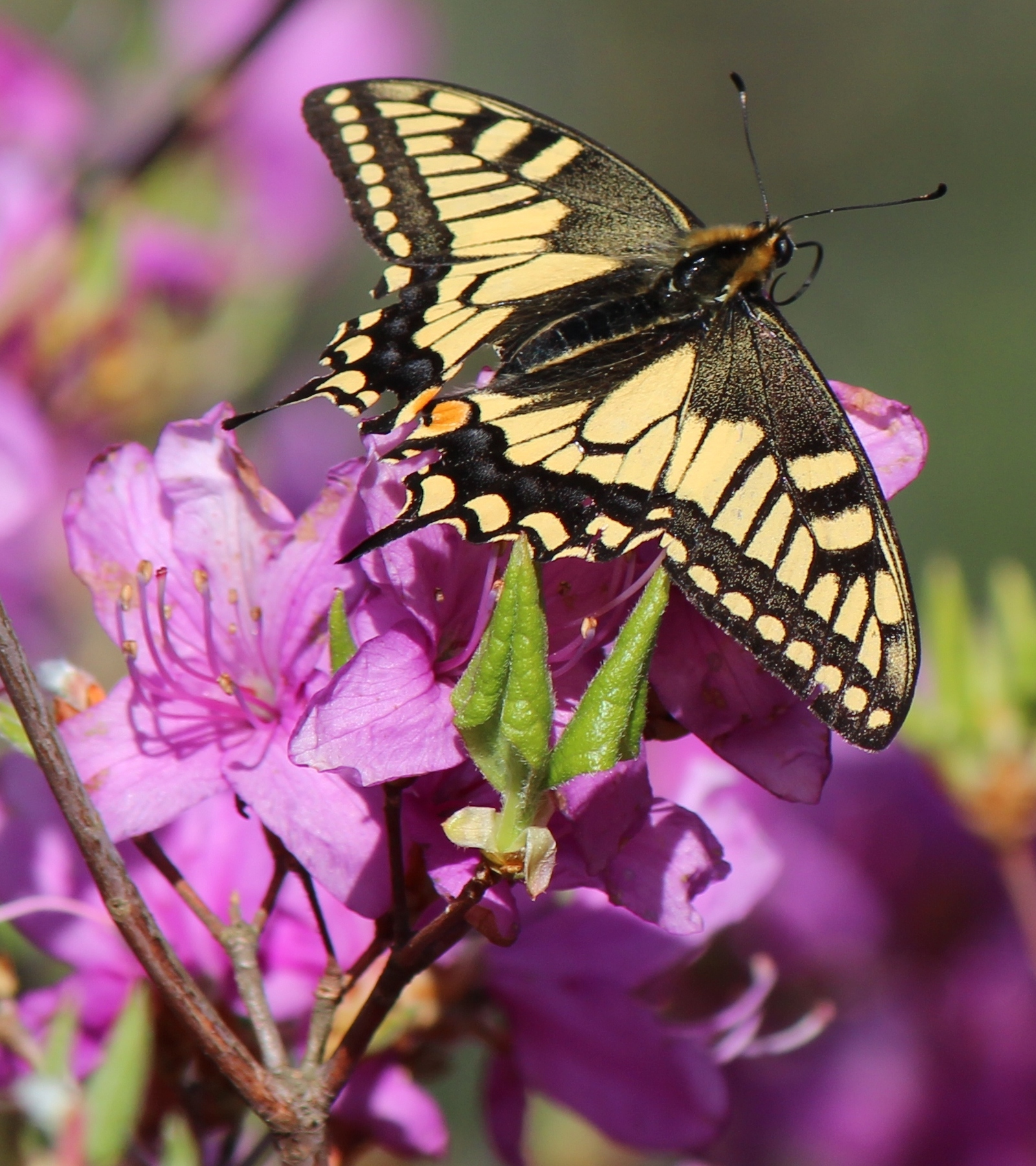
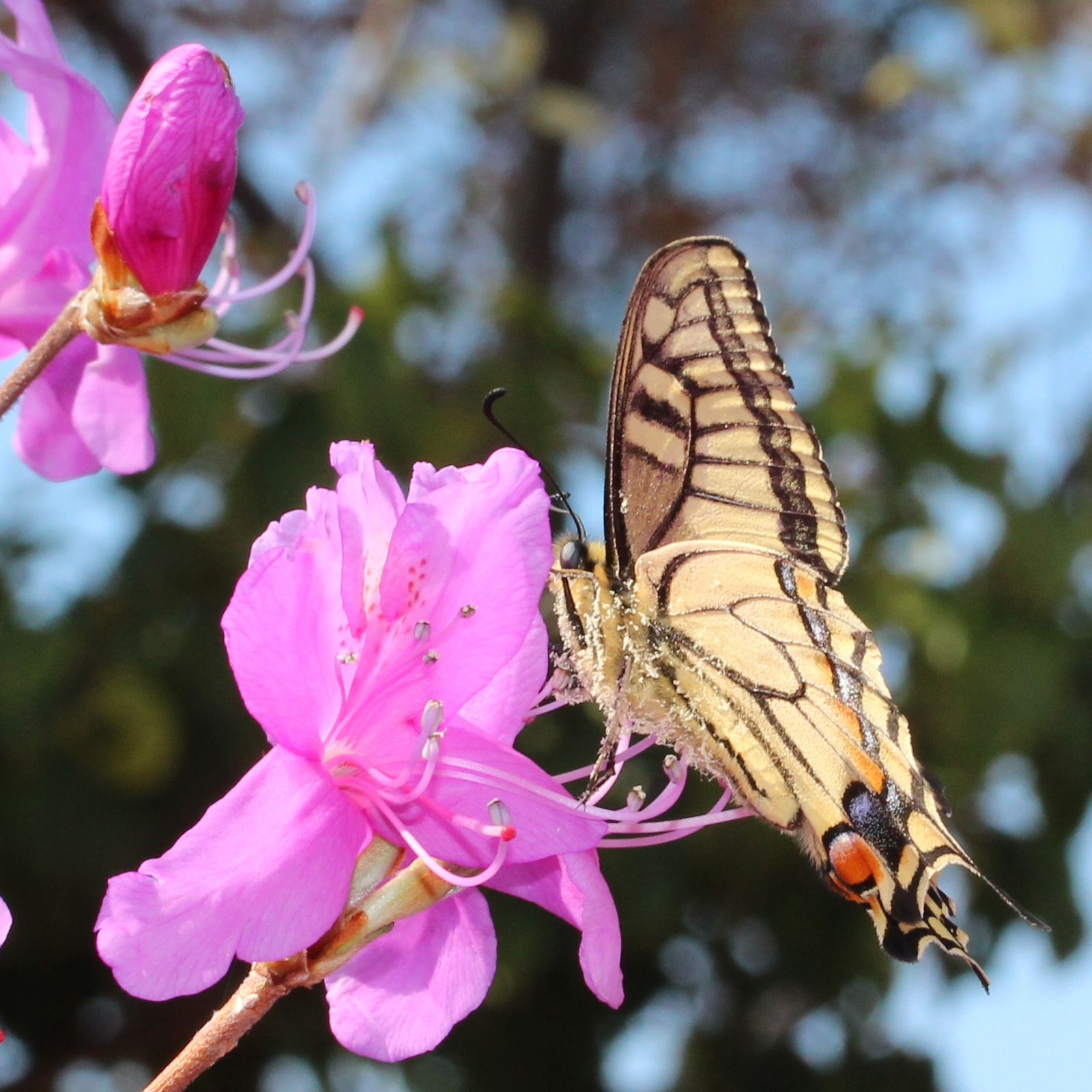
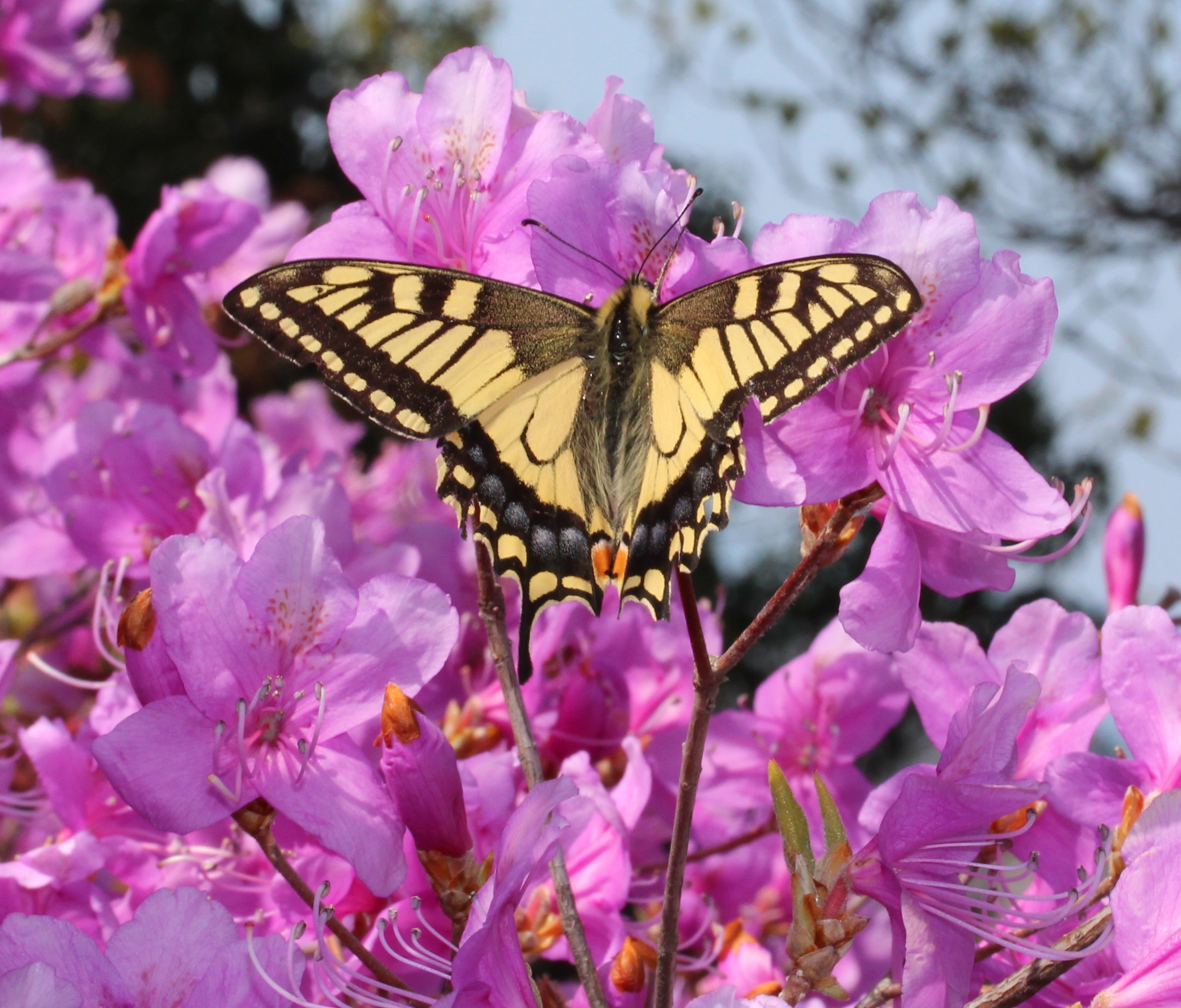